# MLB: 더 쇼
《MLB: 더 쇼》(MLB: The Show)는 SCE 샌디에이고 스튜디오와 소니 컴퓨터 엔터테인먼트의 SCE 월드와이드 스튜디오가 제작한 메이저 리그 베이스볼 비디오 게임이다. 2006년 MLB 06: 더 쇼(플레이스테이션 2, 플레이스테이션 포터블용)로 처음 발매하였다. 2006년부터 매년 새로운 시리즈로 출시되었으며, MLB 07: 더 쇼가 발매된 2007년부터 플레이스테이션 3로도 출시하고 있다. MLB 12: 더 쇼가 발매된 2012년 3월부터 플레이스테이션 2와 플레이스테이션 포터블로 출시하지 않게 되었고, 또 처음으로 소니의 새로운 휴대용 기기인 플레이스테이션 비타로 발매하였다. MLB 더 쇼 21에 처음으로 엑스박스 원과 엑스박스 시리즈 X/S로 발매하였으며, MLB 더 쇼 20는 시리즈 최초로 닌텐도 스위치로 발매하였다. 

## 시리즈
| 이름          | 발매년도                                        | 커버 선수              | 커버 선수             | 소프트                                                                              |
| 이름          | 발매년도                                        | 모델                   | 팀                    | 소프트                                                                              |
| ------------- | ----------------------------------------------- | ---------------------- | --------------------- | ----------------------------------------------------------------------------------- |
| MLB 06: 더 쇼 | 2006년 2월 28일                                 | 데이비드 오티즈        | 보스턴 레드삭스       | 플레이스테이션 2, 플레이스테이션 포터블                                             |
| MLB 06: 더 쇼 | 2006년 2월 28일                                 | 박찬호                 | 샌디에이고 파드리스   | 플레이스테이션 2, 플레이스테이션 포터블                                             |
| MLB 07: 더 쇼 | 2007년 2월 26일 (PS2/PSP) 2007년 5월 15일 (PS3) | 데이비드 라이트        | 뉴욕 메츠             | 플레이스테이션 2, 플레이스테이션 3, 플레이스테이션 포터블                           |
| MLB 08: 더 쇼 | 2008년 5월 4일                                  | 라이언 하워드          | 필라델피아 필리스     | 플레이스테이션 2, 플레이스테이션 3, 플레이스테이션 포터블                           |
| MLB 09: 더 쇼 | 2009년 5월 3일                                  | 더스틴 페드로이아      | 보스턴 레드삭스       | 플레이스테이션 2, 플레이스테이션 3, 플레이스테이션 포터블                           |
| MLB 10: 더 쇼 | 2010년 3월 2일                                  | 조 마우어              | 미네소타 트윈스       | 플레이스테이션 2, 플레이스테이션 3, 플레이스테이션 포터블                           |
| MLB 11: 더 쇼 | 2011년 3월 8일                                  | 조 마우어              | 미네소타 트윈스       | 플레이스테이션 2, 플레이스테이션 3, 플레이스테이션 포터블                           |
| MLB 12: 더 쇼 | 2012년 3월 6일                                  | 아드리안 곤살레스      | 보스턴 레드삭스       | 플레이스테이션 3, 플레이스테이션 비타                                               |
| MLB 12: 더 쇼 | 2012년 3월 6일                                  | 호세 바티스타          | 토론토 블루제이스     | 플레이스테이션 3, 플레이스테이션 비타                                               |
| MLB 13: 더 쇼 | 2013년 3월 5일                                  | 앤드루 매커친          | 피츠버그 파이리츠     | 플레이스테이션 3, 플레이스테이션 비타                                               |
| MLB 13: 더 쇼 | 2013년 3월 5일                                  | 호세 바티스타          | 토론토 블루제이스     | 플레이스테이션 3, 플레이스테이션 비타                                               |
| MLB 13: 더 쇼 | 2013년 3월 5일                                  | 천웨이인               | 볼티모어 오리올스     | 플레이스테이션 3, 플레이스테이션 비타                                               |
| MLB 14: 더 쇼 | 2014년 4월 1일 (PS3/비타) 2014년 5월 6일 (PS4)  | 미겔 카브레라          | 디트로이트 타이거스   | 플레이스테이션 3, 플레이스테이션 4, 플레이스테이션 비타                             |
| MLB 14: 더 쇼 | 2014년 4월 1일 (PS3/비타) 2014년 5월 6일 (PS4)  | 추신수                 | 텍사스 레인저스       | 플레이스테이션 3, 플레이스테이션 4, 플레이스테이션 비타                             |
| MLB 14: 더 쇼 | 2014년 4월 1일 (PS3/비타) 2014년 5월 6일 (PS4)  | 브렛 로리              | 토론토 블루제이스     | 플레이스테이션 3, 플레이스테이션 4, 플레이스테이션 비타                             |
| MLB 14: 더 쇼 | 2014년 4월 1일 (PS3/비타) 2014년 5월 6일 (PS4)  | 천웨이인               | 볼티모어 오리올스     | 플레이스테이션 3, 플레이스테이션 4, 플레이스테이션 비타                             |
| MLB 15: 더 쇼 | 2015년 3월 31일                                 | 야시엘 푸이그          | 로스앤젤레스 다저스   | 플레이스테이션 3, 플레이스테이션 4, 플레이스테이션 비타                             |
| MLB 15: 더 쇼 | 2015년 3월 31일                                 | 추신수                 | 텍사스 레인저스       | 플레이스테이션 3, 플레이스테이션 4, 플레이스테이션 비타                             |
| MLB 15: 더 쇼 | 2015년 3월 31일                                 | 러셀 마틴              | 토론토 블루제이스     | 플레이스테이션 3, 플레이스테이션 4, 플레이스테이션 비타                             |
| MLB 15: 더 쇼 | 2015년 3월 31일                                 | 천웨이인               | 볼티모어 오리올스     | 플레이스테이션 3, 플레이스테이션 4, 플레이스테이션 비타                             |
| MLB 더 쇼 16  | 2016년 3월 29일                                 | 조시 도날드슨          | 토론토 블루제이스     | 플레이스테이션 3, 플레이스테이션 4                                                  |
| MLB 더 쇼 16  | 2016년 3월 29일                                 | 강정호                 | 피츠버그 파이리츠     | 플레이스테이션 3, 플레이스테이션 4                                                  |
| MLB 더 쇼 16  | 2016년 3월 29일                                 | 천웨이인               | 볼티모어 오리올스     | 플레이스테이션 3, 플레이스테이션 4                                                  |
| MLB 더 쇼 17  | 2017년 3월 28일                                 | 켄 그리피 주니어       | 시애틀 매리너스       | 플레이스테이션 4                                                                    |
| MLB 더 쇼 17  | 2017년 3월 28일                                 | 김현수                 | 볼티모어 오리올스     | 플레이스테이션 4                                                                    |
| MLB 더 쇼 17  | 2017년 3월 28일                                 | 애런 산체스            | 토론토 블루제이스     | 플레이스테이션 4                                                                    |
| MLB 더 쇼 17  | 2017년 3월 28일                                 | 천웨이인               | 볼티모어 오리올스     | 플레이스테이션 4                                                                    |
| MLB 더 쇼 18  | 2018년 3월 27일                                 | 애런 저지              | 뉴욕 양키스           | 플레이스테이션 4                                                                    |
| MLB 더 쇼 18  | 2018년 3월 27일                                 | 마커스 스트로먼        | 토론토 블루제이스     | 플레이스테이션 4                                                                    |
| MLB 더 쇼 19  | 2019년 3월 26일                                 | 브라이스 하퍼          | 필라델피아 필리스     | 플레이스테이션 4                                                                    |
| MLB 더 쇼 20  | 2020년 3월 17일                                 | 하비에르 바에즈        | 시카고 컵스           | 플레이스테이션 4                                                                    |
| MLB 더 쇼 21  | 2021년 4월 20일                                 | 페르난도 타티스 주니어 | 샌디에이고 파드리스   | 플레이스테이션 4, 플레이스테이션 5, 엑스박스 원, 엑스박스 시리즈 X/S                |
| MLB 더 쇼 22  | 2022년 4월 5일                                  | 오타니 쇼헤이          | 로스앤젤레스 에인절스 | 플레이스테이션 4, 플레이스테이션 5, 엑스박스 원, 엑스박스 시리즈 X/S, 닌텐도 스위치 |